# Râul Cetății
Râul Cetății este un curs de apă, al cincilea afluent de dreapta (din treisprezece) al râului Almaș, care este, la rândul său, al patrusprezecelea afluent de stânga din treizeci ai râului Someș.

## Generalități
Râul Cetății izvorăște din Munții Meseș, se găsește integral în Județul Sălaj, are un singur afluent semnificativ (de stânga), râul Stana, trece prin trei localități, Stana, Petrinzel, Almașu, vărsându-se în aval de localitatea Almașu.

## Hărți
- Harta interactivă - județul Sălaj  Arhivat în 5 septembrie 2009, la Wayback Machine.
- Trasee turistice județul Sălaj

## Alte referințe
- Harta interactivă - județul Sălaj